# Czeskie Budziejowice 6
Czeskie Budziejowice 6 (czeski: České Budějovice 6) – część gminy i obszaru katastralnego w Czeskich Budziejowicach. Zajmuje powierzchnię 4,6 km². Na zachodzie graniczy z rzeką Malše, na północny z zabytkowym centrum miasta i Aleją Rudolfovská, na wschodzie ze stacją kolejową i wolnym obszarem między Nové Hodějovice i Suchym Vrbným, a na południu z gminami Srubec i Staré Hodějovice.